# ヨハン (プファルツ＝ゲルンハウゼン公)
ヨハン（Johann von Pfalz-Birkenfeld-Gelnhausen, 1698年5月24日 - 1780年2月10日）は、ドイツのプファルツ＝ビルケンフェルト家の一員で、プファルツ＝ゲルンハウゼン公。

## 生涯
プファルツ＝ゲルンハウゼン公ヨハン・カールとその2番目の妻のヴィッツレーベン男爵夫人エスター・マリーとの間に次男として生まれた。両親の貴賤結婚のため、プファルツ系ヴィッテルスバッハ家の正嫡の公子として認められたのは1715年になってからであった。プファルツ選帝侯領の砲兵大将（Feldzeugmeister）および軍司令官であり、またプファルツ選帝侯家の聖フーベルトゥス騎士団（Hubertusorden）の騎士にも叙任されていた。またプファルツ選帝侯領を構成するユーリヒ公領の総督および軍隊の司令官に任命され、主にマンハイムを生活の拠点とした。1739年に兄フリードリヒ・ベルンハルトの死後、プファルツ＝ゲルンハウゼン公爵家の家督を継いだ。

## 子女
1743年にダウン（現在のラインラント＝プファルツ州バート・クロイツナッハ郡ホッホシュテッテン＝ダウン）においてザルム＝ダウン伯（Wild- und Rheingraf von Salm-Dhaun）カールの娘ゾフィー・シャルロッテ（1719年 - 1770年）と結婚し、間に8人の子女をもうけたが、成長したのは3人だけだった。
- カール（1745年 - 1789年） - ゲルンハウゼン公
- ルイーゼ（1748年 - 1829年） - ロイス＝ゲーラ伯ハインリヒ30世と結婚
- ヨハンナ（1751年 - 1752年）
- ヴィルヘルム（1752年 - 1837年） - ゲルンハウゼン公、のちバイエルン公
- フリーデリケ（1753年）
- ゾフィア（1757年 - 1760年）
- クリスティアン（1760年 - 1761年）
- ヨハン（1764年 - 1765年）